# Jörg Stiel
Jörg Stiel (Baden, 3 marzo 1968) è un allenatore di calcio ed ex calciatore svizzero, di ruolo portiere, nazionale svizzero, preparatore dei portieri del Grasshoppers.

## Carriera
A livello di club militò tra le file di  San Gallo, Zurigo e Borussia Mönchengladbach. Con la rappresentativa elvetica prese parte al campionato d'Europa 2004.
Ha allenato il San Gallo per tre giorni, dall'11 al 14 aprile 2006.

## Statistiche

### Cronologia presenze e reti in nazionale
| Cronologia completa delle presenze e delle reti in nazionale ― Svizzera | Cronologia completa delle presenze e delle reti in nazionale ― Svizzera | Cronologia completa delle presenze e delle reti in nazionale ― Svizzera | Cronologia completa delle presenze e delle reti in nazionale ― Svizzera | Cronologia completa delle presenze e delle reti in nazionale ― Svizzera | Cronologia completa delle presenze e delle reti in nazionale ― Svizzera | Cronologia completa delle presenze e delle reti in nazionale ― Svizzera | Cronologia completa delle presenze e delle reti in nazionale ― Svizzera |
| Data                                                                    | Città                                                                   | In casa                                                                 | Risultato                                                               | Ospiti                                                                  | Competizione                                                            | Reti                                                                    | Note                                                                    |
| ----------------------------------------------------------------------- | ----------------------------------------------------------------------- | ----------------------------------------------------------------------- | ----------------------------------------------------------------------- | ----------------------------------------------------------------------- | ----------------------------------------------------------------------- | ----------------------------------------------------------------------- | ----------------------------------------------------------------------- |
| 15-11-2000                                                              | Tunisia                                                                 | Tunisia                                                                 | 1 – 1                                                                   | Svizzera                                                                | Amichevole                                                              | -1                                                                      |                                                                         |
| 25-4-2001                                                               | Ginevra                                                                 | Svizzera                                                                | 0 – 2                                                                   | Svezia                                                                  | Amichevole                                                              | -2                                                                      | 46’                                                                     |
| 5-9-2001                                                                | Lussemburgo                                                             | Lussemburgo                                                             | 0 – 3                                                                   | Svizzera                                                                | Qual. Mondiali 2002                                                     | -                                                                       | cap.                                                                    |
| 6-10-2001                                                               | Mosca                                                                   | Russia                                                                  | 4 – 0                                                                   | Svizzera                                                                | Qual. Mondiali 2002                                                     | -4                                                                      | cap.                                                                    |
| 12-2-2002                                                               | Nicosia                                                                 | Cipro                                                                   | 1 – 1 dts (4 – 2 dtr)                                                   | Svizzera                                                                | Amichevole                                                              | -1                                                                      | cap.                                                                    |
| 21-8-2002                                                               | Basilea                                                                 | Svizzera                                                                | 3 – 2                                                                   | Austria                                                                 | Amichevole                                                              | -2                                                                      | cap.                                                                    |
| 8-9-2002                                                                | Basilea                                                                 | Svizzera                                                                | 4 – 1                                                                   | Georgia                                                                 | Qual. Euro 2004                                                         | -1                                                                      | cap.                                                                    |
| 12-10-2002                                                              | Tirana                                                                  | Albania                                                                 | 1 – 1                                                                   | Svizzera                                                                | Qual. Euro 2004                                                         | -1                                                                      | cap. 84’                                                                |
| 16-10-2002                                                              | Dublino                                                                 | Irlanda                                                                 | 1 – 2                                                                   | Svizzera                                                                | Qual. Euro 2004                                                         | -1                                                                      | cap. 63’                                                                |
| 30-4-2003                                                               | Ginevra                                                                 | Svizzera                                                                | 1 – 2                                                                   | Italia                                                                  | Amichevole                                                              | -2                                                                      | cap.                                                                    |
| 7-6-2003                                                                | Basilea                                                                 | Svizzera                                                                | 2 – 2                                                                   | Russia                                                                  | Qual. Euro 2004                                                         | -2                                                                      | cap.                                                                    |
| 11-6-2003                                                               | Lancy                                                                   | Svizzera                                                                | 3 – 2                                                                   | Albania                                                                 | Qual. Euro 2004                                                         | -2                                                                      | cap.                                                                    |
| 20-8-2003                                                               | Lancy                                                                   | Svizzera                                                                | 0 – 2                                                                   | Francia                                                                 | Amichevole                                                              | -1                                                                      | cap. 46’                                                                |
| 11-10-2003                                                              | Basilea                                                                 | Svizzera                                                                | 2 – 0                                                                   | Irlanda                                                                 | Qual. Euro 2004                                                         | -                                                                       | cap.                                                                    |
| 18-2-2004                                                               | Rabat                                                                   | Marocco                                                                 | 2 – 1                                                                   | Svizzera                                                                | Amichevole                                                              | -2                                                                      | cap.                                                                    |
| 31-3-2004                                                               | Candia                                                                  | Grecia                                                                  | 1 – 0                                                                   | Svizzera                                                                | Amichevole                                                              | -                                                                       | cap. 46’                                                                |
| 28-4-2004                                                               | Lancy                                                                   | Svizzera                                                                | 2 – 1                                                                   | Slovenia                                                                | Amichevole                                                              | -1                                                                      | cap. 46’                                                                |
| 2-6-2004                                                                | Losanna                                                                 | Svizzera                                                                | 0 – 2                                                                   | Germania                                                                | Amichevole                                                              | -2                                                                      |                                                                         |
| 13-6-2004                                                               | Leiria                                                                  | Croazia                                                                 | 0 – 0                                                                   | Svizzera                                                                | Euro 2004 - 1º turno                                                    | -                                                                       | cap. 73’                                                                |
| 17-6-2004                                                               | Coimbra                                                                 | Inghilterra                                                             | 3 – 0                                                                   | Svizzera                                                                | Euro 2004 - 1º turno                                                    | -3                                                                      | cap.                                                                    |
| 21-6-2004                                                               | Coimbra                                                                 | Svizzera                                                                | 1 – 3                                                                   | Francia                                                                 | Euro 2004 - 1º turno                                                    | -3                                                                      | cap.                                                                    |
| Totale                                                                  |                                                                         | Presenze                                                                | 21                                                                      |                                                                         | Reti                                                                    | -31                                                                     |                                                                         |